# BPD Difesa e Spazio
BPD Difesa e Spazio S.p.A., nota in precedenza come Bombrini Parodi-Delfino o in acronimo BPD, è stata un'azienda italiana attiva nei settori chimico e della difesa.
Fondata nel 1912 da Leopoldo Parodi-Delfino e Giovanni Bombrini, l'azienda è stata acquistata da SNIA nel 1968 e incorporata in quest'ultima nel 1983, come parte del gruppo FIAT. L'azienda è stata poi ricostituita nel 1988 sempre nel perimetro del gruppo FIAT, venendo acquistata e incorporata da Fiat Aviazione nel 1994.

## Storia
L'azienda è stata fondata dall'imprenditore Leopoldo Parodi-Delfino e da Giovanni Bombrini nel 1912 dopo l'acquisto di un ex zuccherificio di Valsacco, riconvertito in fabbrica di polvere da sparo ed esplosivi. Attorno al neonato stabilimento produttivo si sviluppò nel corso degli anni il centro abitato di Colleferro, istituito come comune nel 1935.
Dopo la prima guerra mondiale la BPD estese la gamma delle sue produzioni: alla tradizionale produzione di esplosivi si aggiunse quella dei concimi e del cemento (Società Calce e Cementi di Segni). Nel 1938, una grave esplosione verificatasi nel polverificio uccise 60 persone. Nel secondo dopoguerra la BPD arrivò a comprendere ulteriori divisioni, attive nella meccanica, nel tessile e nella chimica, oltre che nell'originaria produzione di esplosivi. Tra i suoi prodotti figura il Lauril, un detersivo base di laurilsolfato di sodio.
Nel 1968 fu acquistata da SNIA e pochi anni dopo, nel 1973, gli eredi Parodi-Delfino uscirono definitivamente dal capitale sociale, vendendo le rimanenti azioni in loro possesso. BPD fu incorporata in SNIA (che nel frattempo era entrata prima nel gruppo Montedison e poi nel gruppo FIAT) nel 1983 e l'azienda assunse il nome di SNIA BPD. Il marchio BPD tornò tuttavia ad essere utilizzato nel 1988 mediante la ricostituzione di BPD Difesa e Spazio, che ha poi incorporato nel 1992 la Sipe Nobel S.p.A. di Colleferro. Al 1993 BPD Difesa e Spazio viene considerata dagli attivisti di Archivio Disarmo tra i principali protagonisti dell'industria miliare nel Lazio e viene ricompresa nel perimetro Sistemi Difesa e Spazio (SDS) del gruppo FIAT, controllato al 50% da Gilardini e al 50% da Fiat Aviazione.
Fu acquistata nel 1994 da Fiat Aviazione, incorporando nel 1995 la SIGME e Fiat Spazio. La divisione difesa passò a Simmel Difesa. Nel 1995 ha conferito alla SE.CO.SV.IM. S.r.l. il patrimonio immobiliare dello stabilimento di Colleferro, avviando poi un progetto di bonifica approvato nel 1999 dal Presidente della Giunta regionale del Lazio Pietro Badaloni.

## Il contributo alle attività missilistiche
BPD ha svolto un importante ruolo nel settore dei motori missilistici a propellente solido. Nel 1952 realizzò, su commessa del Ministero della Difesa–Aeronautica, un combustibile solido a base doppia (nitroglicerina e nitrocellulosa), che permise di cominciare a realizzare missili sperimentali a livello industriale. Successivamente, fu incoraggiata dall'Aeronautica Militare a sviluppare un missile per ricerche meteorologiche, il 160-70, valorizzando due sistemi di propulsione già studiati negli anni precedenti. Esso venne usato con successo in una serie di lanci tra il 1961 e il 1963.
Nel 1961 si giunse a un'integrazione tra settore pubblico e privato nell'industria missilistica: Finmeccanica, BPD e FIAT costituirono insieme la Società Generale Missilistica Italiana.